# استان لوس سانتوس
استان لوس سانتوس (به اسپانیایی: Provincia de Los Santos) یکی از ده استان پاناما است که در جنوب این کشور واقع شده‌است. استان لوس سانتوس ۳٬۸۰۹٫۴ کیلومتر مربع مساحت و ۸۹٬۵۹۲ نفر جمعیت دارد.